# 피터팬의 공식
"피터팬의 공식"은 2006년에 개봉한 대한민국의 영화이다.

## 캐스팅
- 온주완 : 김한수 역
- 김호정 : 유인희 역
- 옥지영 : 윤미진 역
- 박민지 : 민지 역
- 손희순 : 엄마 역
- 박용진 : 아빠 역
- 이주석 : 인희 남편 역
- 조성하 : 박 코치 역
- 김미성 : 담임 역
- 장지우 : 영철 역
- 박진수 : 지영 역
- 서준영 : 민지의 남자친구 용기 역
- 권오진 : 선주 역
- 김영 : 시계방 주인 역
- 김희경 : 아나운서 역
- 오명석 : 아나운서 역

## 수상
- 2006년 제8회 도빌아시아영화제
  - 심사위원상 - 조창호
- 2007년 제30회 황금촬영상
  - 신인남우상 - 온주완